# Perineu
Perineul este regiunea anatomică între organele genitale (penis și scrot sau vagin) și anus.
Tonusul acestui mușchi, precum și a celor din zona pelviană, dă calitatea și forța longevității.
Sedentarismul și timpul prea lung petrecut în poziția șezând, lipsa activităților fizice, a exercițiilor de întreținere a elasticității și mobilității mușchilor în general, dar cu precădere a celor de la baza coloanei vertebrale, sunt câteva dintre cauzele scăderii tonusului Perineului.
La persoanele în vârstă, care și-au pierdut tonusul acestui mușchi, pot apărea diferite probleme de sănătate.
Perineul constituie un complex de tesuturi moi (piele, muschi, fascii) care in-
chide iesirea din cavitatea micului bazin.
Perineul ocupă regiunea delimitată anterior de marginea inferioarã a simfizei pubiene, posterior — de vârful coccisului si bilateral - de ramurile inferioare ale oaselor pubiene si ischiatice. Dacã considerăm drept puncte laterale extreme ale perineului tuberozitätile ischiatice, iar anterior — punctul inferior al simfizei pubiene si posterior - vârful coccisului, atunci conturul perineului se prezintã in formă de romb.
Linia transversală, care uneste tuberozitätile ischiatice, imparte această regiune in două pãrti de forma trigonalã: partea anterioară a fost numità regiunea urogeni-talã, iar cea inferoposterioarã - regiunea analã. In perimetrul regiunii urogenitale se află diafragmul urogenital, iar în regiunea analã - diafragmul bazinului. Ambele diafragme limitrofeazã reciproc cu bazele lor, având vârfurile orientate, respectiv spre simfiza pubiană si spre coccis.